# Curling-Weltmeisterschaft 2005
Die Curling-Weltmeisterschaft 2005 war die erste seit 1988, bei der die Turniere der Männer und Frauen wieder räumlich und zeitlich getrennt ausgetragen wurden. Es war auch die erste, bei der das Page-Playoff-System zur Anwendung kam.
Das Turnier der Männer (offiziell 2005 Ford World Men's Curling Championship genannt) fand vom 2. bis 10. April 2005 im neu errichteten Save-on-Foods Memorial Centre in der kanadischen Stadt Victoria statt. Die Frauen trugen ihr Turnier vom 19. bis 27. März im Lagoon Leisure Centre in der schottischen Stadt Paisley aus.

## Turnier der Männer (in Victoria)

### Teilnehmer
| Schweden | Schweiz | Norwegen |
| --- | --- | --- |
| Härnösands CK Skip: Eric Carlsén Third: Andreas Prytz Second: Daniel Prytz Lead: Patric Håkansson Ersatz: Mathias Carlsson  | Baden Regio-Privera CC Skip: Andreas Schwaller Third: Markus Eggler Second: Marco Ramstein Lead: Christof Schwaller Ersatz: Stefan Karnusian | Stabekk CC, Oslo Skip: Pål Trulsen Third: Lars Vågberg Second: Flemming Davanger Lead: Bent Ånund Ramsfjell                                  |
| Australien | Schottland | Italien |
| Sydney Harbour CC Skip: Hugh Millikin Third: Ian Palangio Second: John Theriault Lead: Stephen Johns Ersatz: Stephen Hewitt | Lockerbie CC Skip: David Murdoch Third: Craig Wilson Second: Neil Murdoch Lead: Euan Byers                                                   | CC Dolomiti, Cortina d’Ampezzo Skip: Stefano Ferronato Third: Fabio Alverà Second: Marco Mariani Lead: Alessandro Zisa Ersatz: Joël Retornaz |
| Finnland | Dänemark | Kanada |
| Oulunkylä Curling, Helsinki Skip: Markku Uusipaavalniemi Third: Wille Mäkelä Second: Kalle Kiiskinen Lead: Teemu Salo       | Hvidovre CC Skip: Johnny Frederiksen Third: Lars Vilandt Second: Kenneth Hertsdahl Lead: Bo Jensen                                           | Granite CC, Edmonton Skip: Randy Ferbey Third: David Nedohin Second: Scott Pfeifer Lead: Marcel Rocque                                       |
| Vereinigte Staaten | Deutschland | Neuseeland |
| Bemidji CC Skip: Pete Fenson Third: Shawn Rojeski Second: Joseph Polo Lead: John Shuster                                    | CC Füssen Skip: Andreas Kapp Third: Ulrich Kapp Second: Oliver Axnick Lead: Holger Höhne Ersatz: Andreas Kempf                               | Ranfurly CC Skip: Sean Becker Third: Hans Frauenlob Second: Dan Mustapic Lead: Lorne De Pape Ersatz: Warren Dobson                           |

### Round Robin
| Platz | Team               | Spiele | Siege | Ndlg. |
| ----- | ------------------ | ------ | ----- | ----- |
| 1.    | Schottland         | 11     | 8     | 3     |
| 2.    | Deutschland        | 11     | 8     | 3     |
| 3.    | Norwegen           | 11     | 8     | 3     |
| 4.    | Kanada             | 11     | 8     | 3     |
| 5.    | Finnland           | 11     | 8     | 3     |
| 6.    | Vereinigte Staaten | 11     | 8     | 3     |
| 7.    | Schweiz            | 11     | 6     | 5     |
| 8.    | Neuseeland         | 11     | 5     | 6     |
| 9.    | Schweden           | 11     | 3     | 8     |
| 10.   | Australien         | 11     | 2     | 9     |
| 11.   | Dänemark           | 11     | 1     | 10    |
| 12.   | Italien            | 11     | 1     | 10    |

Alle Zeiten Eastern Daylight Time
| Datum    | Zeit  | Begegnung                | Resultat |
| -------- | ----- | ------------------------ | -------- |
| 2. April | 14:00 | USA – Australien         | 7:6      |
|          |       | Neuseeland – Schweden    | 8:5      |
|          |       | Deutschland – Kanada     | 10:5     |
|          |       | Dänemark – Schweiz       | 2:7      |
|          | 21:30 | Kanada – Neuseeland      | 10:5     |
|          |       | Finnland – Italien       | 9:5      |
|          |       | Norwegen – Schottland    | 5:7      |
|          |       | Deutschland – Schweden   | 6:5      |
| 3. April | 12:30 | Schweiz – USA            | 5:9      |
|          |       | Dänemark – Australien    | 6:7      |
|          | 17:00 | Italien – Norwegen       | 4:9      |
|          |       | Schweden – Kanada        | 1:9      |
|          |       | Neuseeland – Deutschland | 5:4      |
|          |       | Finnland – Schottland    | 5:6      |
|          | 21:30 | Australien – Schweiz     | 5:6      |
|          |       | Norwegen – Finnland      | 8:5      |
|          |       | Schottland – Italien     | 10:2     |
|          |       | USA – Dänemark           | 7:6      |
| 4. April | 12:00 | Dänemark – Deutschland   | 4:10     |
|          |       | Schweiz – Neuseeland     | 3:7      |
|          |       | USA – Kanada             | 8:7      |
|          |       | Australien – Schweden    | 2:10     |
|          | 18:00 | Neuseeland – Schottland  | 6:9      |
|          |       | Deutschland – Italien    | 7:5      |
|          |       | Schweden – Norwegen      | 3:7      |
|          |       | Kanada – Finnland        | 8:6      |
|          | 22:30 | Finnland – USA           | 7:5      |
|          |       | Norwegen – Australien    | 9:5      |
|          |       | Italien – Dänemark       | 4:10     |
|          |       | Schottland – Schweiz     | 4:9      |
| 5. April | 12:00 | Italien – Australien     | 4:5      |
|          |       | Schottland – USA         | 5:10     |
|          |       | Finnland – Schweiz       | 6:5      |
|          |       | Norwegen – Dänemark      | 12:6     |

| Datum    | Zeit  | Begegnung                | Resultat |
| -------- | ----- | ------------------------ | -------- |
| 5. April | 18:00 | Schweiz – Schweden       | 8:6      |
|          |       | Dänemark – Kanada        | 4:9      |
|          |       | Australien – Neuseeland  | 7:8      |
|          |       | USA – Deutschland        | 5:6      |
|          | 22:30 | Kanada – Norwegen        | 4:5      |
|          |       | Schweden – Finnland      | 6:8      |
|          |       | Deutschland – Schottland | 4:7      |
|          |       | Neuseeland – Italien     | 4:6      |
| 6. April | 12:00 | Deutschland – Finnland   | 4:9      |
|          |       | Neuseeland – Norwegen    | 2:9      |
|          |       | Kanada – Italien         | 10:7     |
|          |       | Schweden – Schottland    | 4:5      |
|          | 18:00 | Schottland – Dänemark    | 8:4      |
|          |       | Italien – Schweiz        | 5:7      |
|          |       | Norwegen – USA           | 6:3      |
|          |       | Finnland – Australien    | 6:5      |
|          | 22:30 | USA – Neuseeland         | 7:6      |
|          |       | Australien – Deutschland | 6:8      |
|          |       | Dänemark – Schweden      | 5:6      |
|          |       | Schweiz – Kanada         | 3:7      |
| 7. April | 12:00 | Schweden – Italien       | 11:7     |
|          |       | Kanada – Schottland      | 8:4      |
|          |       | Neuseeland – Finnland    | 3:9      |
|          |       | Deutschland – Norwegen   | 8:5      |
|          | 18:00 | Australien – Kanada      | 7:8      |
|          |       | USA – Schweden           | 8:6      |
|          |       | Schweiz – Deutschland    | 6:7      |
|          |       | Dänemark – Neuseeland    | 7:8      |
|          | 22:30 | Norwegen – Schweiz       | 6:8      |
|          |       | Finnland – Dänemark      | 8:5      |
|          |       | Schottland – Australien  | 6:5      |
|          |       | Italien – USA            | 6:10     |

### Tie-break
Um den dritten und vierten Halbfinalisten zu ermitteln, mussten zwei Entscheidungsspiele ausgetragen werden.
| Datum    | Zeit  | Begegnung         | Resultat |
| -------- | ----- | ----------------- | -------- |
| 8. April | 12:00 | Norwegen – USA    | 10:6     |
|          |       | Finnland – Kanada | 5:9      |

### Playoffs
|  | Page Playoffs | Page Playoffs | Page Playoffs |   |             | Halbfinale | Halbfinale | Halbfinale |        |    | Finale     | Finale | Finale |
|  |               |               |               |   |             |            |            |            |        |    |            |        |        |
|  | 1             | Deutschland   | 7             |   |             |            |            |            |        |    |            |        |        |
|  | 2             | Schottland    | 8             |   |             |            |            |            |        | 2  | Schottland | 4      |        |
|  | 2             | Schottland    | 8             | 1 | Deutschland | 6          |            |            |        | 2  | Schottland | 4      |        |
|  |               |               |               | 1 | Deutschland | 6          |            | 4          | Kanada | 11 |            |        |        |
|  |               | 4             | Kanada        | 8 |             |            |            | 4          | Kanada | 11 |            |        |        |
|  | 3             | 4             | Kanada        | 8 | Norwegen    | 6          |            |            |        |    |            |        |        |
|  | 3             |               |               |   | Norwegen    | 6          |            |            |        |    |            |        |        |
|  | 4             | Kanada        | 7             |   |             |            |            |            |        |    |            |        |        |

| Team        | 1 | 2 | 3 | 4 | 5 | 6 | 7 | 8 | 9 | 10 | Total |
| ----------- | - | - | - | - | - | - | - | - | - | -- | ----- |
| Deutschland | 0 | 2 | 0 | 0 | 0 | 2 | 0 | 0 | 2 | 1  | 7     |
| Schottland  | 2 | 0 | 2 | 1 | 0 | 0 | 2 | 1 | 0 | 0  | 8     |

| Team     | 1 | 2 | 3 | 4 | 5 | 6 | 7 | 8 | 9 | 10 | Total |
| -------- | - | - | - | - | - | - | - | - | - | -- | ----- |
| Norwegen | 1 | 1 | 0 | 1 | 0 | 2 | 0 | 1 | 0 | 0  | 6     |
| Kanada   | 0 | 0 | 2 | 0 | 1 | 0 | 1 | 0 | 2 | 1  | 7     |

| Team        | 1 | 2 | 3 | 4 | 5 | 6 | 7 | 8 | 9 | 10 | Total |
| ----------- | - | - | - | - | - | - | - | - | - | -- | ----- |
| Kanada      | 2 | 0 | 0 | 0 | 2 | 0 | 1 | 0 | 0 | 3  | 8     |
| Deutschland | 0 | 2 | 0 | 1 | 0 | 1 | 0 | 1 | 1 | 0  | 6     |

| Team       | 1 | 2 | 3 | 4 | 5 | 6 | 7 | 8 | 9 | 10 | Total |
| ---------- | - | - | - | - | - | - | - | - | - | -- | ----- |
| Schottland | 0 | 2 | 0 | 0 | 1 | 0 | 0 | 1 | X | X  | 4     |
| Kanada     | 1 | 0 | 5 | 0 | 0 | 0 | 5 | 0 | X | X  | 11    |

| Platz | Land               |
| ----- | ------------------ |
| 1     | Kanada             |
| 2     | Schottland         |
| 3     | Deutschland        |
| 4     | Norwegen           |
| 5     | Finnland           |
| 6     | Vereinigte Staaten |
| 7     | Schweiz            |
| 8     | Neuseeland         |
| 9     | Schweden           |
| 10    | Australien         |
| 11    | Dänemark           |
| 12    | Italien            |